# بيزندة
بيزندة هي قرية في مقاطعة خوي، إيران. يقدر عدد سكانها بـ 541 نسمة بحسب إحصاء 2016.